# Esches
Esches és un municipi francès, situat al departament de l'Oise i a la regió dels Alts de França. L'any 2007 tenia 1.221 habitants.

## Demografia

### Població
El 2007 la població de fet d'Esches era de 1.221 persones. Hi havia 380 famílies de les quals 62 eren unipersonals (31 homes vivint sols i 31 dones vivint soles), 97 parelles sense fills, 190 parelles amb fills i 31 famílies monoparentals amb fills.
La població ha evolucionat segons el següent gràfic:
Habitants censats

### Habitatges
El 2007 hi havia 429 habitatges, 394 eren l'habitatge principal de la família, 21 eren segones residències i 14 estaven desocupats. 385 eren cases i 43 eren apartaments. Dels 394 habitatges principals, 339 estaven ocupats pels seus propietaris, 45 estaven llogats i ocupats pels llogaters i 11 estaven cedits a títol gratuït; 8 tenien una cambra, 17 en tenien dues, 48 en tenien tres, 109 en tenien quatre i 211 en tenien cinc o més. 340 habitatges disposaven pel capbaix d'una plaça de pàrquing. A 164 habitatges hi havia un automòbil i a 212 n'hi havia dos o més.

### Piràmide de població
La piràmide de població per edats i sexe el 2009 era:
| Homes | Edats   | Dones |
| ----- | ------- | ----- |
| 0     | 95 o +  | 0     |
| 0     | 90 a 94 | 0     |
| 4     | 85 a 89 | 4     |
| 8     | 80 a 84 | 12    |
| 20    | 75 a 79 | 8     |
| 16    | 70 a 74 | 32    |
| 4     | 65 a 69 | 16    |
| 8     | 60 a 64 | 24    |
| 28    | 55 a 59 | 4     |
| 32    | 50 a 54 | 40    |
| 56    | 45 a 49 | 32    |
| 40    | 40 a 44 | 72    |
| 40    | 35 a 39 | 44    |
| 28    | 30 a 34 | 36    |
| 28    | 25 a 29 | 28    |
| 16    | 20 a 24 | 20    |
| 56    | 15 a 19 | 44    |
| 48    | 10 a 14 | 64    |
| 44    | 5 a 9   | 56    |
| 28    | 0 a 4   | 16    |

## Economia
El 2007 la població en edat de treballar era de 778 persones, 608 eren actives i 170 eren inactives. De les 608 persones actives 560 estaven ocupades (312 homes i 248 dones) i 48 estaven aturades (23 homes i 25 dones). De les 170 persones inactives 46 estaven jubilades, 83 estaven estudiant i 41 estaven classificades com a «altres inactius».

### Ingressos
El 2009 a Esches hi havia 398 unitats fiscals que integraven 1.152,5 persones, la mediana anual d'ingressos fiscals per persona era de 21.663 €.

### Activitats econòmiques
Dels 35 establiments que hi havia el 2007, 1 era d'una empresa extractiva, 6 d'empreses de fabricació d'altres productes industrials, 7 d'empreses de construcció, 4 d'empreses de comerç i reparació d'automòbils, 1 d'una empresa de transport, 2 d'empreses d'hostatgeria i restauració, 1 d'una empresa d'informació i comunicació, 1 d'una empresa financera, 5 d'empreses immobiliàries, 3 d'empreses de serveis, 2 d'entitats de l'administració pública i 2 d'empreses classificades com a «altres activitats de serveis».
Dels 12 establiments de servei als particulars que hi havia el 2009, 1 era un taller de reparació d'automòbils i de material agrícola, 5 paletes, 3 lampisteries, 1 perruqueria, 1 restaurant i 1 tintoreria.
L'any 2000 a Esches hi havia 7 explotacions agrícoles.

## Equipaments sanitaris i escolars
El 2009 hi havia una escola elemental.

## Poblacions més properes
El següent diagrama mostra les poblacions més properes.